# Феофил (Игнатович)
Епископ Феофил (в миру Феодор Киргакович Игнатович; 1726, Белоцерковка (Полтавская область), Миргородский полк — 27 сентября 1788) — епископ Русской православной церкви, епископ Черниговский и Новгород-Северский.

## Биография
Сын священника Успенской церкви города Белоцерковки Малороссийского Миргородского полка.
С 1737 года обучался в Киево-Могилянской академии.
Около 1744 года пострижен в монашество и тогда же по настоятельной просьбе епископа Казанского Луки (Коношевича) прислан в Казань для преподавания в духовной семинарии. Сначала он занял классы пиитики и риторики, с 1746 года преподавал философию.
С 1748 года — префект Казанской духовной семинарии.
В 1751 назначен ректором Казанской духовной семинарии и архимандритом Зилантова Успенского монастыря. Был первым в семинарии учителем богословского класса.
Несмотря на множество занятий по семинарии, он умел найти время и средства обновить, украсить и снабдить всем нужным почти разрушенную пожаром обитель. С переводом в 1754 году семинарии в казанский Спасо-Преображенский монастырь, архимандрит Феофил перешёл туда настоятелем.
В сентябре 1765 года был переведён в Саввин Сторожевский монастырь.
17 октября 1770 года хиротонисан во епископа Черниговского и Новгород-Северского.
Обратил внимание на неудовлетворительное материальное состояние духовной семинарии и выхлопотал на её содержание до 2000 рублей в год; при нём же открыт был в ней богословский класс.
Построил в Чернигове каменный архиерейский дом и в 1781 году принимал в нём государя наследника с супругою.
В январе 1782 году совершал открытие Черниговского наместничества, указавшего границы и Черниговской епархии, с выделением из неё самостоятельной Новгород-Северской епархии, которая после снова соединилась с Черниговской.
При нём свершилась в Черниговской епархии знаменитая екатерининская секуляризация недвижимых церковных имуществ, причём пришлось многие монастыри закрыть и храмы их обратить в приходские церкви.
В январе 1787 года он встречал в Чернигове государыню императрицу и исходатайствовал денежное вспомоществование архиерейскому дому, Спасскому собору и Елецкому монастырю.

## Источник
- Феофил (Игнатович) // Русский биографический словарь : в 25 томах. — СПб.—М., 1896—1918.